# Synthetonychia fiordensis
Synthetonychia fiordensis is een hooiwagen uit de familie Synthetonychidae.